# Meltdown: Live in Mexico City
Meltdown: Live in Mexico City — концертний альбом британського гурту King Crimson, випущений 20 жовтня 2018 року. Видавцем став лейбл Discipline Global Mobile. Альбом був записаний 14—19 липня 2017 року під час виступу в Мехіко в Театрі Метрополітан.

## Про альбом
Альбом складається з трьох компакт-дисків та одного Blu-ray. Три компакт-диски містять п'ять концертів групи у Мехіко з 14 по 19 липня 2017 року, загальна тривалість яких складає до 3,5 години, а на Blu-ray присутнє відео, яке показує, як відбувався концерт.

## Композиції

### Диск 1
1. Walk On — 3:46
2. Larks' Tongues in Aspic, Part One — 9:28
3. Neurotica — 4:57
4. Cirkus — 7:40
5. Lizard (The Battle of Glass Tears — Part I: Dawn Song) — 2:19
6. Lizard (The Battle of Glass Tears — Part II: Last Skirmish) — 6:10
7. Lizard (The Battle of Glass Tears — Part III: Prince Rupert's Lament) — 2:30
8. The Hell Hounds of Krim — 3:42
9. Red — 6:42
10. Fallen Angel — 6:08
11. Islands — 9:02
12. The Talking Drum — 3:48
13. Larks' Tongues in Aspic, Part Two — 7:02

### Диск 2
1. Indiscipline — 7:59
2. The ConstruKction of Light (Part I) — 6:05
3. Epitaph — 8:33
4. Banshee Legs Bell Hassle — 1:40
5. Easy Money — 9:56
6. Interlude — 2:47
7. The Letters — 6:12
8. The Sailor's Tale — 6:24
9. CatalytiKc No. 9 — 1:12
10. Meltdown — 4:22
11. Radical Action II — 2:28
12. Level Five — 7:08
13. Starless — 12:46

### Диск 3
1. Peace — An End — 1:56
2. Pictures of a City — 8:22
3. Devil Dogs of Tessellation Row — 3:10
4. Fracture — 11:03
5. The Court of the Crimson King — 7:03
6. Heroes — 4:42
7. 21st Century Schizoid Man — 13:13
8. Discipline — 5:29
9. Moonchild — 2:27
10. Tony's Cadenza — 1:20
11. Jeremy's Cadenza — 1:06
12. Breathless — 4:59
13. Cool Jam — 2:31

### Blu-ray
1. Walk On — 3:28
2. Neurotica — 4:51
3. Pictures of a City — 8:23
4. Cirkus — 7:34
5. Lizard (The Battle of Glass Tears — Part I: Dawn Song) — 2:19
6. Lizard (The Battle of Glass Tears — Part II: Last Skirmish) — 6:10
7. Lizard (The Battle of Glass Tears — Part III: Prince Rupert's Lament) — 2:26
8. Epitaph — 8:31
9. Devil Dogs of Tessellation Row — 3:09
10. Fracture — 11:05
11. Islands — 10:10
12. Indiscipline — 8:03
13. Peace — An End — 1:56
14. Easy Money — 9:55
15. Interlude — 2:47
16. The Letters — 6:13
17. The Sailor's Tale — 6:23
18. CatalytiKc No. 9 — 1:13
19. Fallen Angel — 6:00
20. The Talking Drum — 3:48
21. Larks' Tongues in Aspic, Part Two — 6:51
22. Starless — 13:24
23. The Hell Hounds of Krim — 3:39
24. 21st Century Schizoid Man — 13:58

## Учасники запису
- Роберт Фріпп — гітара, клавіші
- Пет Мастелотто — ударні
- Якко Якшик[en] — гітара, вокал, флейта
- Тоні Левін — бас-гітара, бек-вокал
- Мел Коллінз — саксофон, флейта
- Білл Ріфлін[en] — клавіші
- Гевін Гаррісон[en] — ударні
- Джеремі Стейсі[en] — ударні, клавішні

## Позиції в чартах
| Чарт                             | Позиція |
| -------------------------------- | ------- |
| German Albums Offizielle Top 100 | 58      |
| Italian Albums FIMI              | 84      |
| Scottish Albums Charts OCC       | 48      |